# Kolleg Utena

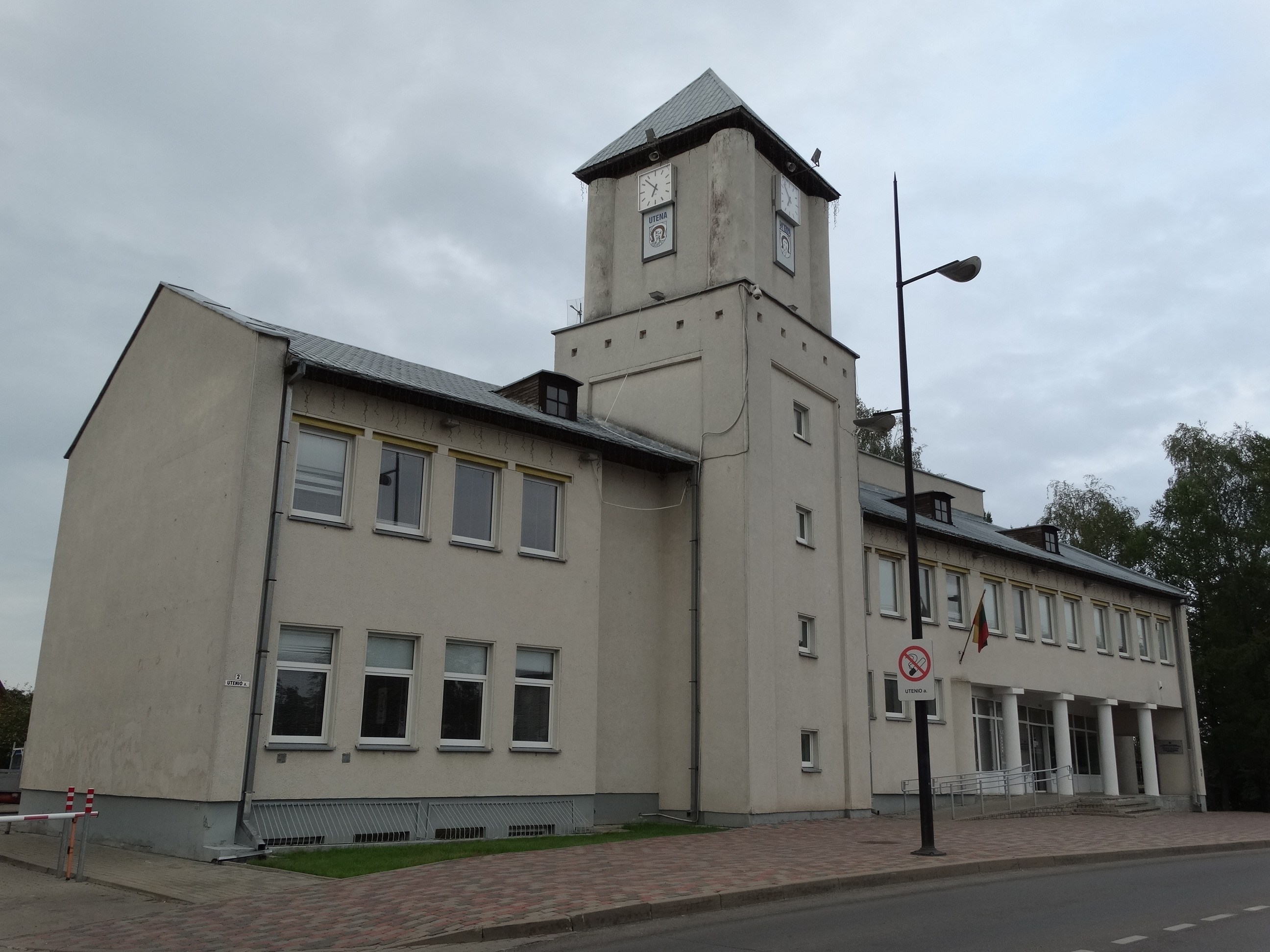
Kolleg im Utenio-Platz

Das Kolleg Utena (lit. Utenos kolegija) ist eine Hochschule in Litauen, im östlichen Aukštaitija. Das Kolleg hat 17 Studiengänge. Es gibt Präsenzstudium u. a. Formen des Studiums. Seit 2006 gibt es Berufsbachelorstudium. Danach ist das Masterstudium (5 Semester, incl. 1 Vorbereitungssemester) an der Fakultät für Management und Wirtschaft der Technischen Universität Kaunas möglich (Spezialisierung: Steuernwirtschaft).

## Geschichte
In der Sowjetzeit gab es die Oberschule für Wirtschaft Utena (lit. Utenos aukštesnioji verslo mokykla) und die Oberschule für Medizin Utena (Utenos aukštesnioji medicinos mokykla). Die Litauische Regierung gründete mit dem Beschluss von 30. August 2000 Nr. 1000 („Dėl valstybinių Alytaus, Kauno, Utenos ir Vilniaus kolegijų steigimo“) eine Hochschule.

## Fakultäten
- Fakultät für Wirtschaft und Technologien
- Fakultät für Gesundheitspflege und Sozialpflege.

## Lehrstühle
Es gibt 8 Lehrstühle:
- Lehrstuhl für Wirtschaft,
- Lehrstuhl für Technologien,
- Lehrstuhl für Rechtswissenschaft,
- Lehrstuhl für Ökologie,
- Lehrstuhl für Gesundheitspflege und Gesundheitsrheabiliation,
- Lehrstuhl für Philosophie und Psychologie,
- Lehrstuhl für Sozialarbeit und Pädagogik sowie
- Lehrstuhl für Odontologie[3].

## Leitung
- Direktor Dr. Gintautas Bužinskas
- Stellvertretender Direktor für akademische Angelegenheiten Antanas Panavas
- Stellvertretende Direktorin für Wissenschaft und Förderung Dr. Vitalija Bartuševičienė

## Studenten
- Darius Varnas (* 1973), Politiker, Bürgermeister von Ukmergė (Absolvent des Kollegs im Jahr 2010)
- Greta Kildišienė (* 1985), Politikerin, Seimas-Mitglied